# Іст-Гринвіч Тауншип (Нью-Джерсі)
Іст-Гринвіч Тауншип (англ. East Greenwich Township) — селище (англ. township) в США, в окрузі Глостер штату Нью-Джерсі. Населення — 11 706 осіб (2020).

## Демографія
Згідно з переписом 2010 року, у селищі мешкало 9555 осіб у 3262 домогосподарствах у складі 2647 родин. Було 3405 помешкань
Расовий склад населення:
| - 88,4 % — білих - 5,9 % — чорних або афроамериканців - 3,6 % — азіатів - 0,1 % — вихідців з тихоокеанських островів - 0,1 % — корінних американців |

До двох чи більше рас належало 1,3 %. Частка іспаномовних становила 3,0 % від усіх жителів.
За віковим діапазоном населення розподілялося таким чином: 27,3 % — особи молодші 18 років, 62,2 % — особи у віці 18—64 років, 10,5 % — особи у віці 65 років та старші. Медіана віку мешканця становила 37,6 року. На 100 осіб жіночої статі у селищі припадало 96,9 чоловіків;  на 100 жінок у віці від 18 років та старших — 94,3 чоловіків також старших 18 років.
Середній дохід на одне домашнє господарство  становив 128 250 доларів США (медіана — 113 421), а середній дохід на одну сім'ю — 139 465 доларів (медіана — 122 162). За межею бідності перебувало 7,1 % осіб, у тому числі 8,7 % дітей у віці до 18 років та 5,8 % осіб у віці 65 років та старших.
Цивільне працевлаштоване населення становило 4617 осіб. Основні галузі зайнятості: освіта, охорона здоров'я та соціальна допомога — 27,7 %, виробництво — 11,5 %, науковці, спеціалісти, менеджери — 10,6 %.